# نیکولسکویه (شهرستان نوریمانوفسکی، باشقیرستان)
نیکولسکویه (انگلیسی: Nikolskoye, Nurimanovsky District, Republic of Bashkortostan) یک شهرک در شهرستان نوریمانوفسکی استان باشقیرستان کشور روسیه است.